# Déjà Vu (chanson des 3OH!3)
 (juillet 2011).
Si vous disposez d'ouvrages ou d'articles de référence ou si vous connaissez des sites web de qualité traitant du thème abordé ici, merci de compléter l'article en donnant les références utiles à sa vérifiabilité et en les liant à la section « Notes et références ».
Pour les articles homonymes, voir Déjà vu (homonymie).
Pistes de Streets of Gold
My First Kiss (featuring Ke$ha)
(3) We Are Young
(5)
Déjà Vu est une chanson par le duo de musique électronique du Colorado 3OH!3. Elle est sortie comme second single digital (single promotionnel) lors du compte à rebours pour leur troisième album studio Streets of Gold.

## Classements
| Chart (2010)           | Meilleure position |
| ---------------------- | ------------------ |
| U.S. Billboard Hot 100 | 75                 |